# Leti (singolo)
Leti  (in russo Лети?) è un singolo della cantante ucraina Loboda, pubblicato il 30 marzo 2018 su etichetta discografica Sony Music.
La canzone è diventata la colonna sonora del film russo Gogol'. Vij.

## Video musicale
Il video musicale, reso disponibile il 14 aprile 2018, è stato diretto da Natella Krapivina.

## Tracce
Testi e musiche di Dmitrij Loren.
Download digitale
1. Leti – 3:03

## Classifiche
| Classifica (2018) | Posizione massima |
| ----------------- | ----------------- |
| Russia            | 38                |

## Riconoscimenti
- 2019 – Premija RU.TV – Cinema e musica[4]